# 11395 Iphinous
11395 Iphinous è un asteroide troiano di Giove del campo greco. Scoperto nel 1998, presenta un'orbita caratterizzata da un semiasse maggiore pari a 5,2134751 au e da un'eccentricità di 0,0678141, inclinata di 24,13522° rispetto all'eclittica.
L'asteroide è dedicato al guerriero acheo Ifinoo.